# Руководители Алтайского края
Список руководителей Алтайского края.

## Начальники Алтайского горного округа и томские гражданские губернаторы
- Беэр Андреас Бенедиктович 1747—1751
- Христиани Иоганн Самюэль 1751—1761 (исполняющий обязанности)
- Порошин Андрей Иванович 1753—1769
- Ирман Андрей Авраамович 1769—1779
- Меллер Борис Иванович 1779—1785
- Качка Гавриил Симонович 1785—1798
- Чулков Василий Сергеевич 1799—1807
- Бэр Карл Крестьянович 1807—1809 (исполняющий обязанности)
- Эллерс Иван Иванович 1809—1817
- Фролов Пётр Козьмич 1817—1830
- Ковалевский Евграф Петрович 1830—1835
- Шленёв Николай Алексеевич 1835—1838
- Бегер Фёдор Фёдорович 1838—1841
- Татаринов Степан Петрович 1841—1847
- Аносов Павел Петрович 1847—1851
- Бекман Валериан Александрович 1851—1857
- Озерский Александр Дмитриевич 1857—1864
- Фрезе Александр Ермолаевич 1864—1871
- Эйхвальд Иоганн Готтлиб (Юлий Иванович) 1871—1882
- Журин Николай Иванович 1882—1891
- Болдырев Василий Ксенофонтович 1892—1900
- Кублицкий-Пиоттух Адам Феликсович 1900—1904
- Меллер-Закомельский Владимир Владимирович 1904—1906
- Ульрих Иван Андреевич 1906—1910
- Михайлов Василий Прокопьевич 1910—1916
- Петров Фёдор Тарасович 1916—1917
- Маслов Леонид Лаврович 1917—1918 (исполняющий обязанности)

## Председатели губернского комитета ВКП (б), военно-революционного совета и комиссары
- Окороков Александр Матвеевич 1917
- Юхнев Павел Михайлович 1917
- Цаплин Матвей Константинович 1917—1918
- Присягин Иван Вонифатьевич 1918
- Цаплин Матвей Константинович 1918
- Строльман Андрей Петрович 1918—1919
- Аристов Всеволод Васильевич 1919—1920
- Эльцин Виктор Борисович 1920
- Пахомов Павел Леонтьевич 1920
- Дмитриев Тимофей Дмитриевич 1920—1921
- Перимов Алексей Викторович 1921—1922
- Поднек Август Иванович 1922—1924
- Восканов Роман Андреевич 1924—1925
- Ляпин Александр Иванович 1925—1925

## Первые секретари краевого комитета ВКП(б) и КПСС
- Гусев Леонид Николаевич 1937—1939
- Андриенко Афанасий Афанасьевич 1939—1940
- Лобков Вячеслав Николаевич 1940—1943
- Беляев Николай Ильич 1943—1955
- Пысин Константин Георгиевич 1955—1961
- Георгиев Александр Васильевич 1961—1976
- Аксёнов Николай Фёдорович 1976—1985
- Попов Филипп Васильевич 1985—1990
- Кулешов Алексей Антонович 1990
- Сафронов Виталий Александрович 1990—1991

## Главы администрации края и губернаторы
С 30 ноября 2007 — губернатор Алтайского края.
- Райфикешт Владимир Фёдорович (1991—1994)
- Коршунов Лев Александрович (1994—1996)
- Суриков Александр Александрович (1996—2004)
- Евдокимов Михаил Сергеевич (2004—2005)
- Козлов Михаил Сергеевич (2005, и. о.)
- Карлин Александр Богданович (2005—2018)
- Томенко Виктор Петрович (2018 — н. в.)